# Rubus haitiensis
Rubus haitiensis är en rosväxtart som beskrevs av Liberty Hyde Bailey. Rubus haitiensis ingår i släktet rubusar, och familjen rosväxter. Inga underarter finns listade i Catalogue of Life.